# Liga Profesional de Fútbol
Primera División, od 2020 Liga Profesional de Fútbol – najwyższa klasa rozgrywkowa dla klubów piłki nożnej w Argentynie, jej rozgrywki wyłaniają mistrza kraju. Do 2015 roku rozgrywki były podzielone na dwie równorzędne części: Initial i Final. Initial (sezon otwarcia, od sierpnia do grudnia) oraz Final (sezon zamknięcia, od lutego do czerwca). Na zakończenie sezonu pomiędzy zwycięzcami obu części rozgrywany był mecz mający wyłonić mistrza. Od 2015 roku podział zniknął, a rozgrywki prowadzone są w klasyczny sposób.
W Argentynie, po wielu latach, w sezonie 2011/2012 powróciły rozgrywki pucharowe, czyli Copa Argentina skupiające drużyny Primera División oraz Nacional B. Zasady spadku określa tabela trzyletnia, z której dwa najgorsze zespoły są relegowane. Mistrz i wicemistrz 2. ligi awansują bezpośrednio do Primera División, trzecia drużyna rozgrywa dwumecz barażowy z trzecią najgorszą drużyną tabeli trzyletniej.
Primera División jest zaliczana przez Międzynarodową Federację Historyków i Statystyków Futbolu do 5 najlepszych lig świata razem z angielską Premier League, hiszpańską Primera División, włoską Serie A oraz niemiecką Bundesligą. W roku 2015 liga została uznana za 4. najlepszą na świecie.

## Format rozgrywek
W sezonie 2022 rywalizowało 28 drużyn, z czego 26 drużyn pochodziło z poprzedniego sezonu, plus dwie drużyny awansowały z Primera B Nacional. Nie miały miejsca żadne spadki z ligi w sezonie 2021. Sezon trwał od czerwca do października 2022 roku, przed Mistrzostwami Świata FIFA w Katarze. Rozgrywki prowadzone były w systemie jednorundowym, a każda z drużyn rozegrała 27 spotkań. Przywrócono system spadkowy, po tym jak został on zawieszony z powodu pandemii COVID-19.

## Obowiązujące zasady spadku z ligi
Spadek z ligi oparty jest na tzw. systemie „uśredniania”. Na koniec każdego sezonu tworzy się tabelę drużyn pierwszoligowych wraz z ich średnią liczbą punktów w przeliczeniu na 1 mecz z ostatnich trzech sezonów. Dwie najgorsze drużyny w tej tabeli spadają do drugiej ligi (Primera B Nacional Argentina). Drużyny, które w tej „uśrednionej” tabeli zajęły miejsca 17 i 18 rozgrywają baraże z drużynami z drugiej ligi, które do tych baraży zdołały się zakwalifikować. Zatem liczba drużyn, które mogą co sezon awansować do pierwszej ligi waha się od 2 do 4.
Ogólnie przypuszcza się, że system „uśredniania”. zaprowadzony pierwszy raz w 1957 r., a pięć lat później zarzucony, przywrócono w nieco zmienionej formie w latach 80. XX w. w celu zminimalizowania możliwości spadku wielkich klubów. Wpływ na jego przywrócenie miał spadek z pierwszej ligi w 1981 r. San Lorenzo de Almagro, a inny wielki klub Racing Club był bardzo bliski tego nieszczęścia. Także w 1984 wielki Boca Juniors z trudem uniknął katastrofy. Pierwsza tabela uśredniająca powstała w sezonie 1983, wraz z powrotem do ligi San Lorenzo de Almagro.

## Historia
Zawodowstwo w futbolu argentyńskim zostało wprowadzone w roku 1931. We wczesnych latach do narodowego związku piłkarskiego należały jedynie kluby z zespołu miejskiego Buenos Aires oraz z La Platy. Kluby z Rosario i Santa Fe dołączyły w późniejszych latach.
Każdego roku rozgrywano pojedynczy turniej i drużyna z największą liczbą punktów zostawała mistrzem Argentyny. Tak było aż do roku 1966 (jedynie w roku 1936 zwycięzcy Copa de Honor i Campeonato rozegrali mecz o mistrzostwo Argentyny).
Począwszy od roku 1967 rozgrywano dwa mistrzostwa w jednym sezonie: Metropolitano, mający taki sam skład, jak dotychczasowa liga, oraz Nacional, który był turniejem dla klubów z prowincji.
W argentyńskim futbolu doszło do rewolucji, a mniejsze kluby (najpierw Estudiantes, potem Vélez Sársfield, Chacarita Juniors i inne) przerwały hegemonię wielkiej piątki, która dzieliła pomiędzy siebie dotychczasowe tytuły.
Początkowo Nacional to były jednogrupowe mistrzostwa, z których 6 najlepszych drużyn awansowało do Metropolitano. W roku 1970 turnieje zostały od siebie oddzielone: Metropolitano miał własne grupy kwalifikacyjne, a Nacional dwie grupy i baraże. W 1977 Metropolitano stał się jednogrupową, dwurundową ligą.
Do roku 1983 Metropolitano zawsze rozgrywany był jako pierwszy. Potem nastąpiła zmiana i jako pierwszy rozgrywany był turniej Nacional.
Postępując za radą trenera reprezentacji Argentyny Carlosa Salvadora Bilardo, w roku 1985 zmodyfikowano strukturę rozgrywek. Tego roku po rozegraniu turnieju Nacional, rozegrany został nowy pojedynczy turniej systemem wiosna-jesień 1985/86. Ostatecznie zerwano z podziałem mistrzostw na Nacional i Metropolitano.
Pięć lat później jednoroczny turniej podzielono na dwa jednorundowe turnieje. W sezonie 1990/91 o mistrzostwo kraju zmierzyli się mistrzowie turnieju Apertura (Newell’s Old Boys Rosario) oraz Clausura (Boca Juniors Buenos Aires – wygrał w imponującym stylu, bez porażki). W obu meczach wygrali gospodarze po 1:0, ale w karnych Boca Juniors przegrał 1:3. Sytuacja ta wywołała wiele kontrowersji, doprowadzając do systemu obowiązującego do dziś, czyli że począwszy od sezonu 1991/92 w jednym sezonie Argentyna ma dwóch mistrzów – zwycięzcę turnieju Apertura (Otwarcia) i zwycięzcę turnieju Clausura (Zamknięcia). Co prawda w sezonie 1991/92 zwycięzcy obu turniejów rozegrali mecz o tytuł ogólnego mistrza, ale wyników nie wzięto pod uwagę i oba zespoły pozostały mistrzami Argentyny (wówczas były to River Plate Buenos Aires i Newell’s Old Boys Rosario – znów lepszy był klub z Rosario). Od następnego sezonu zaniechano tego typu pojedynków.
Pomimo że obecny system rozgrywek daje klubom prowincjonalnym otwarty dostęp do pierwszej ligi, począwszy od połowy lat 90. XX w. dominacja największych klubów argentyńskich Boca Juniors i River Plate wydaje się narastać. Tylko jeden klub spoza Buenos Aires i Rosario zdobył tytuł mistrza kraju (trzykrotnie dokonał tego Estudiantes La Plata), i nie zanosi się, by to się w przyszłości zmieniło.
Począwszy od sezonu 1995/96 w lidze argentyńskiej za zwycięstwo przysługują 3 punkty (dotąd zwycięzca otrzymywał tylko 2 punkty).

### Rozgrywki międzynarodowe
W Copa Libertadores w każdym roku tradycyjnie występowały dwa zespoły z Argentyny. Od roku 1987 CONMEBOL wspiera także inne puchary (na początku były to już zaniechane Supercopa Sudamericana, Copa CONMEBOL oraz Copa Mercosur) obecnie zastąpione przez Copa Sudamericana, a liczba klubów argentyńskich występujących w Copa Libertadores wzrosła do pięciu. Dlatego co najmniej pięć klubów obok udziału w rozgrywkach ligowych musi rozgrywać mecze w pucharach międzynarodowych.
Copa Libertadores pozostał najbardziej prestiżowym turniejem w Ameryce Południowej. Drużyny z Argentyny odniosły tutaj wielkie sukcesy. Independiente jest 7-krotnym triumfatorem, Boca – 5-krotnym, Estudiantes – trzykrotnym, River Plate – dwukrotnym, a Racing, Argentinos Juniors i Vélez Sársfield wygrywały po jednym razie.

## Zespoły w Primera División w 2023 roku
| Klub               | Miasto                | Stadion                             | Pojemność |
| ------------------ | --------------------- | ----------------------------------- | --------- |
| Argentinos Juniors | Buenos Aires          | Diego Armando Maradona              | 24 800    |
| Arsenal de Sarandi | Sarandi               | Julio Humberto Grondona             | 16 300    |
| Atlético Tucumán   | San Miguel de Tucumán | Monumental José Fierro              | 32 700    |
| Barracas Central   | Buenos Aires          | Claudio "Chiqui" Tapia              | 4 400     |
| Belgrano           | Córdoba               | Julio César Villagra                | 30 000    |
| Boca Juniors       | Buenos Aires          | Alberto J. Armando                  | 57 395    |
| CA Banfield        | Banfield              | Florencio Sola                      | 34 900    |
| CA Lanús           | Lanús                 | Ciudad de Lanús – Néstor Díaz Pérez | 47 000    |
| Central Córdoba    | Santiago del Estero   | Único Madre de Ciudades             | 30 000    |
| Colón              | Santa Fe              | Brigadier General Estanislao López  | 40 000    |
| Defensa y Justicia | Buenos Aires          | Norberto "Tito" Tomaghello          | 12 000    |
| Estudiantes        | La Plata              | Jorge Luis Hirschi                  | 30 000    |
| Gimnasia y Esgrima | La Plata              | Juan Carmelo Zerillo                | 33 500    |
| Godoy Cruz         | Godoy Cruz            | Malvinas Argentinas                 | 34 875    |
| Huracán            | Buenos Aires          | Tomás Adolfo Ducó                   | 48 314    |
| Independiente      | Avellaneda            | Libertadores de América             | 52 853    |
| Instituto          | Córdoba               | Presidente Perón                    | 26 500    |
| Newell’s Old Boys  | Rosario               | Marcelo Bielsa                      | 42 000    |
| Platense           | Vicente López         | Ciudad de Vicente López             | 28 500    |
| Racing             | Avellaneda            | Presidente Juan Domingo Perón       | 64 161    |
| River Plate        | Buenos Aires          | Monumental                          | 65 645    |
| Rosario Central    | Rosario               | Gigante de Arroyito                 | 41 654    |
| San Lorenzo        | Buenos Aires          | Pedro Bidegain                      | 47 964    |
| Sarmiento          | Junin                 | Eva Perón                           | 19 000    |
| Talleres           | Córdoba               | Mario Alberto Kempes                | 57 000    |
| Tigre              | Victoria              | José Dellagiovanna                  | 26 282    |
| Unión              | Santa Fe              | 15 de Abril                         | 28 000    |
| Vélez Sarsfield    | Buenos Aires          | José Amalfitani                     | 49 540    |

## Mistrzowie Argentyny ery futbolu amatorskiego 1891-1934
Amatorskie mistrzostwa Argentyny – rozgrywki piłkarskie w Argentynie, rozgrywane od 1891 przed utworzeniem w 1931 ligi zawodowej.
Po raz ostatni amatorskiego mistrza Argentyny wyłoniono w 1934. Najwięcej tytułów mistrzowskich zdobył zespół Alumni – 10.

### Tabela mistrzów
| Rok      | Mistrz                      | Wicemistrz                      |
| -------- | --------------------------- | ------------------------------- |
| 1891     | Saint Andrew’s              | Old Caledonians                 |
| 1892     | -                           | -                               |
| 1893     | Lomas Athletic              | Flores Athletic Quilmes Rovers  |
| 1894     | Lomas Athletic              | Rosario Athletic                |
| 1895     | Lomas Athletic              | Lomas Academy                   |
| 1896     | Lomas Academy               | Flores Athletic                 |
| 1897     | Lomas Athletic              | Lanús Athletic                  |
| 1898     | Lomas Athletic              | Lobos                           |
| 1899     | Belgrano AC                 | Lobos                           |
| 1900     | English High School AC      | Lomas Athletic                  |
| 1901     | Alumni                      | Belgrano AC                     |
| 1902     | Alumni                      | Barracas Athletic               |
| 1903     | Alumni                      | Belgrano AC                     |
| 1904     | Belgrano AC                 | Alumni                          |
| 1905     | Alumni                      | Belgrano AC                     |
| 1906     | Alumni                      | Lomas Athletic                  |
| 1907     | Alumni                      | CA Estudiantes                  |
| 1908     | Belgrano AC                 | Alumni                          |
| 1909     | Alumni                      | River Plate                     |
| 1910     | Alumni                      | Porteño                         |
| 1911     | Alumni                      | Porteño                         |
| 1912 AAF | Quilmes                     | San Isidro                      |
| 1912 FAF | Porteño                     | Independiente                   |
| 1913 AAF | Racing Club                 | San Isidro                      |
| 1913 FAF | Estudiantes La Plata        | Gimnasia y Esgrima Buenos Aires |
| 1914 AAF | Racing Club                 | CA Estudiantes                  |
| 1914 FAF | Porteño                     | Estudiantes La Plata            |
| 1915     | Racing Club                 | San Isidro                      |
| 1916     | Racing Club                 | Platense                        |
| 1917     | Racing Club                 | River Plate                     |
| 1918     | Racing Club                 | River Plate                     |
| 1919 AAF | Boca Juniors                | Estudiantes La Plata            |
| 1919 AAm | Racing Club                 | Vélez Sarsfield                 |
| 1920 AAF | Boca Juniors                | Banfield Huracán                |
| 1920 AAm | River Plate                 | Racing Club                     |
| 1921 AAF | Huracán                     | Del Plata                       |
| 1921 AAm | Racing Club                 | River Plate                     |
| 1922 AAF | Huracán                     | CS Palermo                      |
| 1922 AAm | Independiente               | River Plate                     |
| 1923 AAF | Boca Juniors                | Huracán                         |
| 1923 AAm | San Lorenzo de Almagro      | Independiente                   |
| 1924 AAF | Boca Juniors                | Temperley                       |
| 1924 AAm | San Lorenzo de Almagro      | Gimnasia y Esgrima La Plata     |
| 1925 AAF | Huracán                     | Nueva Chicago                   |
| 1925 AAm | Racing Club                 | San Lorenzo de Almagro          |
| 1926 AAF | Boca Juniors                | Argentinos Juniors              |
| 1926 AAm | Independiente               | San Lorenzo de Almagro          |
| 1927     | San Lorenzo de Almagro      | Boca Juniors                    |
| 1928     | Huracán                     | Boca Juniors                    |
| 1929     | Gimnasia y Esgrima La Plata | Boca Juniors                    |
| 1930     | Boca Juniors                | Estudiantes La Plata            |
| 1931     | Estudiantil Porteño         | Almagro                         |
| 1932     | Sportivo Barracas           | Colegiales Barracas Central     |
| 1933     | Sportivo Dock Sud           | Nueva Chicago                   |
| 1934     | Estudiantil Porteño         | Banfield                        |

Objaśnienia:
- w roku 1892 mistrzostwa nie odbyły się
- rok 1926 był ostatnim rokiem podziału w argentyńskim futbolu. Zwycięzcy obu konkurencyjnych lig Boca Juniors i Independiente miały rozegrać baraż o ogólny tytuł mistrza Argentyny, jednak 20 lutego 1927 grano tylko 5 minut, po których na boisko wtargnęli widzowie. Mecz powtórzono 3 marca i zakończył się on wynikiem 0:0. Dalszych meczów nie rozgrywano.
- AAF: Asociación Argentina de Football.
- AAm: Asociación Amateurs de Football.
- FAF: Federación Argentina de Football.

### Klasyfikacja mistrzów ery amatorskiej
| Mistrz | Wicemistrz | Klub                                        |  |
| ------ | ---------- | ------------------------------------------- |  |
| 10     | 2          | Alumni (razem z English High School AC)     |  |
| 9      | 1          | Racing Club                                 |  |
| 6      | 3          | Boca Juniors                                |  |
| 5      | 2          | Lomas Athletic                              |  |
| 4      | 2          | Huracán                                     |  |
| 3      | 3          | Belgrano AC                                 |  |
| 3      | 2          | San Lorenzo de Almagro                      |  |
| 2      | 2          | Independiente                               |  |
| 2      | 2          | Porteño                                     |  |
| 2      | 0          | Estudiantil Porteño                         |  |
| 1      | 5          | River Plate                                 |  |
| 1      | 3          | Estudiantes La Plata                        |  |
| 1      | 2          | Quilmes (włączając zdobycze Quilmes Rovers) |  |
| 1      | 1          | Gimnasia y Esgrima La Plata                 |  |
| 1      | 1          | Lomas Academy                               |  |
| 1      | 0          | Saint Andrew’s                              |  |
| 1      | 0          | Sportivo Barracas                           |  |
| 1      | 0          | Sportivo Dock Sud                           |  |
| 0      | 3          | San Isidro                                  |  |
| 0      | 2          | Banfield                                    |  |
| 0      | 2          | CA Estudiantes                              |  |
| 0      | 2          | Flores Athletic                             |  |
| 0      | 2          | Lobos                                       |  |
| 0      | 2          | Nueva Chicago                               |  |
| 0      | 1          | Almagro                                     |  |
| 0      | 1          | Argentinos Juniors                          |  |
| 0      | 1          | Barracas Athletic                           |  |
| 0      | 1          | Barracas Central                            |  |
| 0      | 1          | Colegiales                                  |  |
| 0      | 1          | Del Plata                                   |  |
| 0      | 1          | Gimnasia y Esgrima Buenos Aires             |  |
| 0      | 1          | Lanús Athletic                              |  |
| 0      | 1          | Old Caledonians                             |  |
| 0      | 1          | Platense                                    |  |
| 0      | 1          | Rosario Athletic                            |  |
| 0      | 1          | CS Palermo                                  |  |
| 0      | 1          | Temperley                                   |  |
| 0      | 1          | Vélez Sarsfield                             |  |

## Mistrzowie Argentyny w okresie futbolu zawodowego

### Tabela mistrzów
| Rok     | Pierwsze miejsce          | Drugie miejsce             | Trzecie miejsce            |
| ------- | ------------------------- | -------------------------- | -------------------------- |
| 1931    | Boca Juniors (50)         | San Lorenzo (45)           | Estudiantes La Plata (44)  |
| 1932    | River Plate (50)          | Independiente (50)         | Racing Club (49)           |
| 1933    | San Lorenzo (50)          | Boca Juniors (49)          | Racing Club (48)           |
| 1934    | Boca Juniors (55)         | Independiente (54)         | San Lorenzo (51)           |
| 1935    | Boca Juniors (58)         | Independiente (55)         | San Lorenzo (49)           |
| 1936    | River Plate               | San Lorenzo                | –                          |
| 1937    | River Plate (58)          | Independiente (52)         | Boca Juniors (45)          |
| 1938    | Independiente (53)        | River Plate (51)           | San Lorenzo (43)           |
| 1939    | Independiente (56)        | River Plate (50)           | Huracán (50)               |
| 1940    | Boca Juniors (55)         | Independiente (47)         | River Plate (42)           |
| 1941    | River Plate (44)          | San Lorenzo (40)           | Newell’s Old Boys (38)     |
| 1942    | River Plate (46)          | San Lorenzo (40)           | Huracán (37)               |
| 1943    | Boca Juniors (45)         | River Plate (44)           | San Lorenzo (35)           |
| 1944    | Boca Juniors (46)         | River Plate (44)           | Estudiantes La Plata (39)  |
| 1945    | River Plate (46)          | Boca Juniors (42)          | Independiente (41)         |
| 1946    | San Lorenzo (46)          | Boca Juniors (42)          | River Plate (41)           |
| 1947    | River Plate (48)          | Boca Juniors (42)          | Independiente (41)         |
| 1948    | Independiente (41)        | River Plate (37)           | Estudiantes La Plata (36)  |
| 1949    | Racing Club (49)          | River Plate (43)           | Platense (43)              |
| 1950    | Racing Club (47)          | Boca Juniors (39)          | Independiente (39)         |
| 1951    | Racing Club (44)          | Banfield (44)              | River Plate (43)           |
| 1952    | River Plate (40)          | Racing Club (39)           | Independiente (35)         |
| 1953    | River Plate (43)          | Vélez Sársfield (39)       | Racing Club (39)           |
| 1954    | Boca Juniors (45)         | Independiente (41)         | River Plate (38)           |
| 1955    | River Plate (45)          | Racing Club (38)           | Boca Juniors (37)          |
| 1956    | River Plate (43)          | Lanús (41)                 | Boca Juniors (40)          |
| 1957    | River Plate (46)          | San Lorenzo (38)           | Racing Club (36)           |
| 1958    | Racing Club (41)          | Boca Juniors (38)          | San Lorenzo (38)           |
| 1959    | San Lorenzo (45)          | Racing Club (38)           | Independiente (33)         |
| 1960    | Independiente (41)        | River Plate (39)           | Argentinos Juniors (39)    |
| 1961    | Racing Club (47)          | San Lorenzo (49)           | River Plate (38)           |
| 1962    | Boca Juniors (43)         | River Plate (41)           | Gimnasia y Esgrima LP (38) |
| 1963    | Independiente (37)        | River Plate (35)           | Racing Club (39)           |
| 1964    | Boca Juniors (44)         | Independiente (38)         | River Plate (37)           |
| 1965    | Boca Juniors (50)         | River Plate (49)           | Vélez Sársfield (40)       |
| 1966    | Racing Club (61)          | River Plate (56)           | Boca Juniors (48)          |
| 1967M   | Estudiantes La Plata      | Racing Club                | –                          |
| 1967N   | Independiente (26)        | Estudiantes La Plata (24)  | Vélez Sársfield (20)       |
| 1968M   | San Lorenzo               | Estudiantes La Plata       | –                          |
| 1968N   | Vélez Sársfield (22)      | River Plate (22)           | Racing Club (22)           |
| 1969M   | Chacarita Juniors         | River Plate                | –                          |
| 1969N   | Boca Juniors (29)         | River Plate (27)           | San Lorenzo (27)           |
| 1970M   | Independiente             | River Plate                | –                          |
| 1970N   | Boca Juniors              | Rosario Central            | –                          |
| 1971M   | Independiente             | Vélez Sársfield            | –                          |
| 1971N   | Rosario Central           | San Lorenzo                | –                          |
| 1972M   | San Lorenzo               | Racing Club                | –                          |
| 1972N   | San Lorenzo               | River Plate                | –                          |
| 1973M   | Huracán                   | Boca Juniors               | –                          |
| 1973N   | Rosario Central           | River Plate                | –                          |
| 1974M   | Newell’s Old Boys         | Rosario Central            | –                          |
| 1974N   | San Lorenzo               | Rosario Central            | –                          |
| 1975M   | River Plate               | Huracán                    | –                          |
| 1975N   | River Plate               | Estudiantes La Plata       | –                          |
| 1976M   | Boca Juniors              | Huracán                    | –                          |
| 1976N   | Boca Juniors              | River Plate                | –                          |
| 1977M   | River Plate (63)          | Independiente (61)         | Vélez Sársfield (56)       |
| 1977N   | Independiente             | Talleres Córdoba           | –                          |
| 1978M   | Quilmes (54)              | Boca Juniors (53)          | Unión Santa Fe (52)        |
| 1978N   | Independiente             | River Plate                | –                          |
| 1979M   | River Plate               | Vélez Sársfield            | –                          |
| 1979N   | River Plate               | Unión Santa Fe             | –                          |
| 1980M   | River Plate (51)          | Argentinos Juniors (42)    | Talleres Córdoba (41)      |
| 1980N   | Rosario Central           | Racing Córdoba             | –                          |
| 1981M   | Boca Juniors (50)         | Ferro Carril Oeste (49)    | Newell’s Old Boys (39)     |
| 1981N   | River Plate               | Ferro Carril Oeste         | –                          |
| 1982M   | Estudiantes La Plata (54) | Independiente (52)         | Boca Juniors (48)          |
| 1982N   | Ferro Carril Oeste        | Quilmes                    | –                          |
| 1983M   | Independiente (48)        | San Lorenzo (47)           | Ferro Carril Oeste (46)    |
| 1983N   | Estudiantes La Plata      | Independiente              | –                          |
| 1984M   | Argentinos Juniors (51)   | Ferro Carril Oeste (50)    | Estudiantes La Plata (48)  |
| 1984N   | Ferro Carril Oeste        | River Plate                | –                          |
| 1985N   | Argentinos Juniors        | Vélez Sársfield            | –                          |
| 85/86   | River Plate (56)          | Newell’s Old Boys (46)     | Deportivo Español (46)     |
| 86/87   | Rosario Central (49)      | Newell’s Old Boys (48)     | Independiente (47)         |
| 87/88   | Newell’s Old Boys (55)    | San Lorenzo (49)           | Racing Club (48)           |
| 88/89   | Independiente (84)        | Boca Juniors (76)          | Deportivo Español (68)     |
| 89/90   | River Plate (53)          | Independiente (46)         | Boca Juniors (43)          |
| 90A/91C | Newell’s Old Boys         | Boca Juniors               | –                          |
| 1991A   | River Plate (31)          | Boca Juniors (24)          | San Lorenzo (22)           |
| 1992C   | Newell’s Old Boys (29)    | Vélez Sársfield (27)       | Deportivo Español (27)     |
| 1992A   | Boca Juniors (27)         | River Plate (23)           | San Lorenzo (23)           |
| 1993C   | Vélez Sársfield (27)      | Independiente (24)         | River Plate (23)           |
| 1993A   | River Plate (24)          | Vélez Sársfield (23)       | Racing Club (23)           |
| 1994C   | Independiente (26)        | Huracán (25)               | Rosario Central (23)       |
| 1994A   | River Plate (31)          | San Lorenzo (26)           | Vélez Sársfield (24)       |
| 1995C   | San Lorenzo (30)          | Gimnasia y Esgrima LP (29) | Vélez Sársfield (28)       |
| 1995A   | Vélez Sársfield (41)      | Racing Club (35)           | Lanús (35)                 |
| 1996C   | Vélez Sársfield (40)      | Gimnasia y Esgrima LP (39) | Lanús (34)                 |
| 1996A   | River Plate (46)          | Independiente (37)         | Lanús (37)                 |
| 1997C   | River Plate (41)          | CA Colón (35)              | Newell’s Old Boys (35)     |
| 1997A   | River Plate (45)          | Boca Juniors (44)          | Rosario Central (35)       |
| 1998C   | Vélez Sársfield (46)      | Lanús (40)                 | Gimnasia y Esgrima LP (37) |
| 1998A   | Boca Juniors (45)         | Gimnasia y Esgrima LP (36) | Racing Club (33)           |
| 1999C   | Boca Juniors (44)         | River Plate (37)           | San Lorenzo (36)           |
| 1999A   | River Plate (44)          | Rosario Central (43)       | Boca Juniors (41)          |
| 2000C   | River Plate (42)          | Independiente (36)         | CA Colón (36)              |
| 2000A   | Boca Juniors (41)         | River Plate (37)           | Gimnasia y Esgrima LP (37) |
| 2001C   | San Lorenzo (47)          | River Plate (41)           | Boca Juniors (30)          |
| 2001A   | Racing Club (42)          | River Plate (41)           | Boca Juniors (33)          |
| 2002C   | River Plate (43)          | Gimnasia y Esgrima LP (37) | Boca Juniors (35)          |
| 2002A   | Independiente (43)        | Boca Juniors (40)          | River Plate (36)           |
| 2003C   | River Plate (43)          | Boca Juniors (39)          | Vélez Sársfield (38)       |
| 2003A   | Boca Juniors (39)         | San Lorenzo (36)           | Banfield (32)              |
| 2004C   | River Plate (40)          | Boca Juniors (36)          | Talleres Córdoba (35)      |
| 2004A   | Newell’s Old Boys (36)    | Vélez Sársfield (34)       | River Plate (33)           |
| 2005C   | Vélez Sársfield (39)      | Banfield (33)              | Racing Club (32)           |
| 2005A   | Boca Juniors (40)         | Gimnasia y Esgrima LP (37) | Vélez Sársfield (33)       |
| 2006C   | Boca Juniors (43)         | Lanús (35)                 | River Plate (34)           |
| 2006A   | Estudiantes La Plata (44) | Boca Juniors (44)          | River Plate (38)           |
| 2007C   | San Lorenzo (45)          | Boca Juniors (39)          | Estudiantes La Plata (37)  |
| 2007A   | Lanús (38)                | Tigre (34)                 | Banfield (32)              |
| 2008C   | River Plate (43)          | Boca Juniors (39)          | Estudiantes La Plata (39)  |
| 2008A   | Boca Juniors (39)         | Tigre (39)                 | San Lorenzo (39)           |
| 2009C   | Vélez Sársfield (40)      | Huracán (38)               | Lanús (38)                 |
| 2009A   | Banfield (41)             | Newell’s Old Boys (39)     | Colón (34)                 |
| 2010C   | Argentinos Juniors (41)   | Estudiantes La Plata (40)  | Godoy Cruz (37)            |
| 2010A   | Estudiantes La Plata (45) | Vélez Sársfield (43)       | Arsenal de Sarandí (32)    |
| 2011C   | Vélez Sársfield (39)      | Lanús (35)                 | Godoy Cruz (34)            |
| 2011A   | Boca Juniors (43)         | Racing Club (31)           | Vélez Sársfield (31)       |
| 2012C   | Arsenal de Sarandí (38)   | Tigre (36)                 | Vélez Sársfield (33)       |
| 2012I   | Vélez Sársfield (41)      | Newell’s Old Boys (36)     | Belgrano (36)              |
| 2013F   | Newell’s Old Boys (38)    | River Plate (35)           | Lanús (33)                 |
| 2012/13 | Vélez Sársfield (41)      | Newell’s Old Boys (36)     | Belgrano (36)              |
| 2013I   | San Lorenzo (33)          | Lanús (31)                 | Vélez Sársfield (31)       |
| 2014F   | River Plate (37)          | Boca Juniors (32)          | Estudiantes La Plata (32)  |
| 2014I   | Racing Club (41)          | River Plate (39)           | Lanús (35)                 |
| 2015    | Boca Juniors (64)         | San Lorenzo (61)           | Rosario Central (59)       |
| 2016    | Lanús                     | San Lorenzo                | –                          |
| 2016/17 | Boca Juniors (63)         | River Plate (56)           | Estudiantes La Plata (56)  |
| 2018    | Boca Juniors (58)         | Godoy Cruz (56)            | San Lorenzo (50)           |
| 2019    | Racing Club (57)          | Defensa y Justicia (53)    | Boca Juniors (51)          |
| 2020    | Boca Juniors (48)         | River Plate (47)           | Vélez Sársfield (39)       |
| 2021    | River Plate (57)          | Defensa y Justicia (47)    | Talleres Córdoba (46)      |
| 2022    | Boca Juniors (52)         | Racing Club (50)           | River Plate (47)           |

### Klasyfikacja medalowa okresu zawodowego
| Klub                        | Mistrz | Wicemistrz |
| --------------------------- | ------ | ---------- |
| River Plate                 | 35     | 29         |
| Boca Juniors                | 29     | 19         |
| Independiente               | 14     | 14         |
| San Lorenzo de Almagro      | 12     | 14         |
| Vélez Sársfield             | 10     | 8          |
| Racing                      | 9      | 8          |
| Newell’s Old Boys           | 6      | 7          |
| Estudiantes La Plata        | 5      | 4          |
| Rosario Central             | 4      | 4          |
| Argentinos Juniors          | 3      | 1          |
| Lanús                       | 2      | 4          |
| Ferro Carril Oeste          | 2      | 3          |
| Huracán                     | 1      | 5          |
| Banfield                    | 1      | 2          |
| Quilmes                     | 1      | 1          |
| Chacarita Juniors           | 1      | 0          |
| Arsenal de Sarandí          | 1      | 0          |
| Gimnasia y Esgrima La Plata | 0      | 5          |
| Tigre                       | 0      | 3          |
| Defensa y Justicia          | 0      | 2          |
| Talleres                    | 0      | 1          |
| Colón                       | 0      | 1          |
| Unión                       | 0      | 1          |
| Racing Córdoba              | 0      | 1          |
| Godoy Cruz                  | 0      | 1          |

## Rekordy
- Paragwajski piłkarz Arsenio Erico (C.A. Independiente) jest najlepszym strzelcem wszech czasów, mając na swym koncie 293 zdobyte bramki w 332 meczach od roku 1934 do 1947. Dzierży on także rekord największej liczby strzelonych goli w jednym sezonie – 47 w 1937 r.
- Bernabé Ferreyra jest strzelcem, który uzyskał najwyższą średnią w przeliczeniu na mecz – w 197 meczach strzelił 204 gole, co dało 1.04 bramki na mecz. Ponadto ma on najwyższą śrenią uzyskaną w jednym sezonie – w 1931 w 32 meczach strzelił 43 gole uzyskując średnią 1.34 bramki na mecz.
- Paragwajski piłkarz José Luis Chilavert jest bramkarzem, który zdobył najwięcej bramek w lidze – 36; jest także bramkarzem, który grając dla Vélez Sarsfield Buenos Aires strzelił najwięcej bramek w historii futbolu na świecie – 58.
- Daniel Passarella jest obrońcą z największą liczbą goli – 99 bramek w 238 meczach.
- Bramkarz Carlos Barisio jest rekordzistą, jeśli chodzi o czas gry, w którym nie stracił żadnej bramki – 1075 minut.
- Graczem z największą liczbą meczów w lidze jest Hugo Orlando Gatti, który rozegrał aż 775 meczów.
- Pedro Catalano rozegrał najwięcej meczów bez żadnej przerwy między nimi – jego nieprzerwana seria trwała od 27 lipca 1986 do 29 listopada 1994, podczas której rozegrał 333 mecze.
- Diego Armando Maradona pięć razy z rzędu był królem strzelców w lidze argentyńskiej (1978M, 1979M, 1979N, 1980M, 1980N), grając w Argentinos Juniors Buenos Aires. Za nim są Luis Artime oraz Carlos Bianchi, którzy byli królami strzelców 4 razy z rzędu.
- Boca Juniors ma najdłuższą serię meczów, w których nie poniósł porażki – pod kierownictem Carlosa Bianchi nie przegrali w 40 meczach z rzędu w turniejach Clausura 1998, Apertura 1998 i Clausura 1999 (przy czym dwa ostatnie turnieje wygrali).
- Huracán – Rosario Central 10:4 w 1945, Racing Club – Rosario Central 11:3 w 1960, oraz Banfield – Puerto Comercial Bahía Blanca 13:1 w Nacional 1974, to mecze z największą liczbą strzelonych goli – 14 bramek w jednym meczu.
- River Plate jest jedynym klubem, który czterokrotnie z rzędu był wicemistrzem – od turnieju Nacional 1968 do Metropolitano 1970.
- Mecz pomiędzy Banfield a Puerto Comercial (Bahía Blanca) dzierży ponadto 3 rekordy: Juan Taverna zdobył 7 goli – najwięcej goli zdobytych przez jednego piłkarza w jednym meczu; w meczu tym padło najwięcej goli zdobytych przez jedną z drużyn – 13; mecz ten był do tego spotkaniem, w którym różnica goli między przeciwnikami była największa – 12.
- mecz pomiędzy Chacarita Juniors a Argentino de Quilmes w 1939 w którym Chacarita wygrała 5:1, jest meczem, w którym padło najwięcej goli strzelonych głową w jednym meczu – 5. Fabio Juan Cassán strzelił głową 4 gole, a piąta skuteczna głowka to był gol dla Argentino de Quilmes.
- San Lorenzo dzierży rekord najdłuższej serii zwycięstw – klub wygrał 13 kolejnych meczów między Clausura 2001 a Apertura 2001.
- Boca Juniors jest jedynym klubem, który zdobywał co najmniej jedno mistrzostwo w dekadzie.
- River Plate dzierży rekord 11 kolejnych zwycięstw na wyjeździe między 1937 a 1938.
- Banfield jest rekordzistą jeśli chodzi o liczbę kolejnych nieprzegranych meczów na własnym boisku – klub nie przegrał u siebie 49 kolejnych meczów między 1950 a 1953.
- Racing Club zdobył najwięcej punktów w rozgrywkach z systemem Campeonato de Primera División obowiązującym w latach 1931–1966. Klub zdobył 61 punktów w roku 1966.
- River Plate jest mistrzem a największą liczbą punktów w turnieju Nacional w roku 1977 zebrał 63 punkty.
- San Lorenzo jest klubem, który zdobył największą liczbę punktów od momentu wprowadzenia podziału sezonu na turnieje Apertura i Clausura. Został mistrzem Clausura 2001 mając zdobytych 47 punktów.
- Największą średnią liczbę goli na mecz uzyskano w 1938 – 4.9 bramek/mecz.
- Carlos Dantón Seppaquercia zdobył najszybszą bramkę w pierwszej lidze argentyńskiej, grając w barwach Gimnasia y Esgrima LP przeciwko Huracán. 20 marca 1979 zdobył bramkę w 5 sekundzie meczu.
- Eduardo Maglioni grając w barwach Independiente strzelił drużynie Gimnasia y Esgrima LP 3 bramki w czasie 1 minuty i 51 sekund. Zdarzyło się to 18 marca 1973 r. (jest to również światowy rekord).
- Najgorszy w historii występ zaliczył w roku 1939 klub Argentino de Quilmes, który w 34 meczach zebrał tylko 4 punkty, nie odnosząc żadnego zwycięstwa.
- W roku 1941 urugwajski bramkarz Horacio Granero, zatrudniony przez klub Atlanta został wyrzucony już po trzech meczach: przegrana 0:5 z River Plate, przegrana 2:7 z Boca Juniors i remis 6:6 z Estudiantes La Plata dały w 3 meczach 18 goli straconych, co stworzyło imponującą średnią 6 goli straconych na mecz.
- Argentinos Juniors pokonał w roku 1988 Racing Club w rzutach karnych 20:19 (wykonywano 44 rzuty karne). Według ówczesnych reguł zwycięstwo w rzutach karnych dawało dodatkowy punkt.

## Mistrzowie Argentyny (od 1891)
- 36x – River Plate
- 34x – Boca Juniors
- 18x – Racing Club
- 16x – Independiente
- 15x – San Lorenzo de Almagro
- 10x – Vélez Sarsfield, Alumni
- 6x – Estudiantes de La Plata, Newell’s Old Boys
- 5x – Huracán, Lomas Athletic
- 4x – Rosario Central
- 3x – Belgrano AC, Argentinos Juniors
- 2x – Lanús, Ferro Carril Oeste, Porteño, Quilmes, Estudiantil Porteño
- 1x – Gimnasia y Esgrima La Plata, Banfield, Lomas Academy, Arsenal de Sarandí, Sportivo Dock Sud, Old Caledonians, Sportivo Barracas, Saint Andrew’s